# Mouette des brumes
Rissa brevirostris
Espèce
Statut de conservation UICN

 VU A2ac+3c+4ac : Vulnérable
La Mouette des brumes (Rissa brevirostris) est une espèce d'oiseau appartenant à la famille des Laridae.

## Description
Cette espèce est très proche de la Mouette tridactyle. Elle en diffère par un bec plus court, des pattes rouges (mais les tridactyles peuvent aussi, quoique rarement, avoir les pattes rouge orangé ou rouge vif mais apparemment jamais rouge carmin comme cette espèce), le quatrième orteil relativement développé, le manteau et les ailes plus noires, l'absence de barre sombre sur les ailes des jeunes formant un zigzag.

## Répartition
C'est une mouette des régions sub-arctiques du Pacifique.